# نسبة الأرجحية

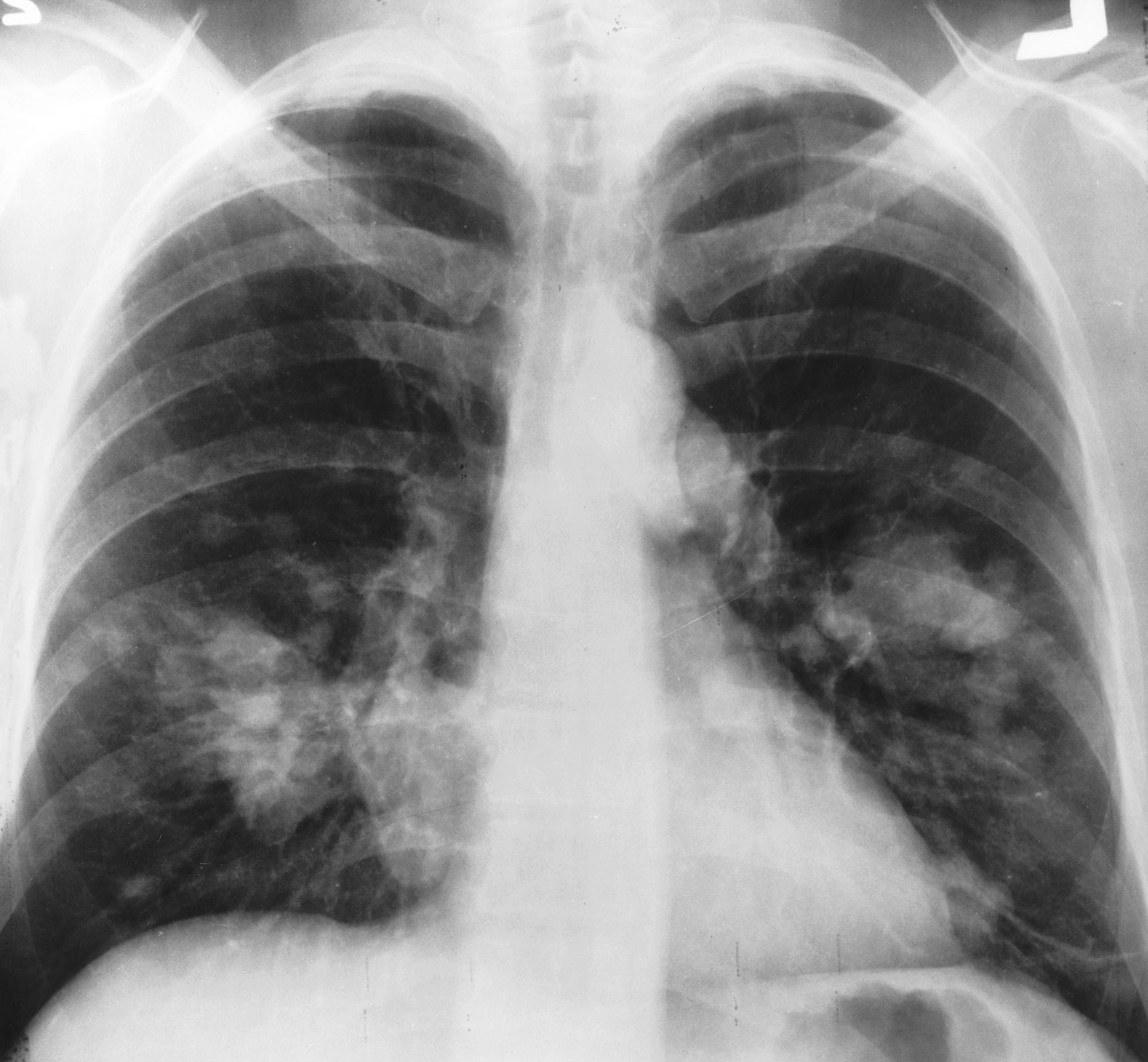

نسبة الأرجحية (بالإنجليزية: Odds ratio)‏ (اختصارًا OR) هي مقياس لحجم التأثير، يصف قوة الارتباط أو عدم الاستقلال بين قيمتين ثنائيتين. وتستخدم كقيمة إحصائية وصفية، وتلعب دوراً مهماً في تحليل الانحدار اللوجستي. وتفيد نسبة الأرجحية في تقييم اختطار حصيلة معينة (مثلاً، مرض ما) عند وجود عامل معين (مثلاً، التعرض لمرض). هي نسبة أرجحية وقوع حدث ما في المجموعة التجريبية إلى أرجحية وقوع نفس الحدث في مجموعة الشاهد. وبذلك فإن نسبة أرجحية تساوي 1 تعني عدم وجود فارق بين مجموعتي المقارنة. أما إذا كانت نسبة الأرجحية أقل من 1 فتدل على فعالية التداخل التجريبي في إنقاص خطر الإصابة بالمرض المدروس. هذا، وتقترب قيمة نسبة الأرجحية كثيراً من قيمة الخطر النسبي عندما يكون معدل الحدث صغيراً.